# WTA Argentine Open 1987
Il WTA Argentine Open 1987 è stato un torneo femminile di tennis giocato sulla terra rossa. È stata la 6ª edizione del torneo, che fa parte del WTA Tour 1988. Si è giocato a Buenos Aires in Argentina, dal 30 novembre al 6 dicembre 1987.

## Campionesse

### Singolare
Gabriela Sabatini ha battuto in finale  Isabel Cueto con il punteggio di 6–0, 6–2

### Doppio
Mercedes Paz /  Gabriela Sabatini hanno battuto in finale  Jill Hetherington /  Christiane Jolissaint con il punteggio di 6–2, 6–2